# Costus giganteus
Costus giganteus är en enhjärtbladig växtart som beskrevs av Friedrich Welwitsch och Henry Nicholas Ridley. Costus giganteus ingår i släktet Costus och familjen Costaceae.
Artens utbredningsområde är Kamerun. Inga underarter finns listade.